# Muzeum Ecel
Muzeum Ecel (hebr. ‏מוזיאון אצ"ל‎) – muzeum położone w osiedlu Lew ha-Ir, w Tel Awiwie, w Izraelu.
Muzeum gromadzi dokumenty, publikacje i zdjęcia związane z historią działalności żydowskiej podziemnej organizacji paramilitarnej Irgun (hebr. ארגון), zwanej w skrócie Ecel (hebr. אצ"ל).

## Położenie
Muzeum ma swoją siedzibę w biurowcu Mecudat Ze’ew w osiedlu Lev Halr, w centrum Tel Awiwa. W jego bezpośrednim sąsiedztwie znajduje się Park Meir.

## Historia
Muzeum zostało otworzone w 1952.

## Zbiory Muzeum
Zbiory muzeum pokazują historię powstania i działalność organizacji Irgun, której celem było zapewnienie Żydom wolnego dostępu do Palestyny. Zwiedzający mogą poznać historię walki Irgunu z Arabami oraz z Brytyjczykami sprawującymi kontrolę nad Mandatem Palestyny.
Głównym tematem ekspozycji jest okres walki o niepodległość Izraela: wojna domowa w Mandacie Palestyny (1947–1948) oraz wojna o niepodległość (1948–1949). Najważniejszą częścią wystawy jest kampania Irgunu o zajęcie Jafy (13 maja 1948).